# Guillaume Pouget
Pour les articles homonymes, voir Pouget.
Guillaume Pouget, né le 14 octobre 1847 à Maurines (Cantal) et mort le 24 février 1933 à Paris, est un prêtre lazariste, qui eut une influence profonde sur un grand nombre d'universitaires chrétiens (enseignants et étudiants) du premier tiers du XXe siècle tels Jacques Chevalier, Jean Guitton, Joseph Malègue, Emmanuel Mounier, Gabriel Marcel, ou encore Henri Gouhier, Robert Hertz… Il devait cette influence à sa grande culture tant scientifique qu'exégétique, à l'heure où le modernisme secoua l'Église et les consciences de maints croyants.

## Biographie
Issu d'une famille paysanne du Cantal, il entre à l'âge de quinze ans au petit séminaire de Saint-Flour. En 1867, il entre au noviciat des Pères Lazaristes à Paris, y prononce ses vœux en 1869 et devient prêtre en 1872 à la maison-mère à Paris. Il devient alors professeur au petit séminaire d'Évreux et y enseigne les sciences. En 1883, il est supérieur du petit séminaire de Saint-Flour. En 1886, il est au scolasticat des lazaristes à Dax, toujours comme professeur de sciences, mais aussi de philosophie, d'histoire et d'Écriture Sainte. À Évreux, il s'était lancé dans l'apprentissage de l'hébreu et des langues orientales. À partir de 1888, il revient à Paris, à la maison-mère des lazaristes et y enseigne les sciences et l'Écriture Sainte. En 1905, malgré le soutien de son supérieur, il est suspendu de son enseignement par le pape, mais il demeure à la maison-mère jusqu'au 24 février 1933. Devenu aveugle quelques années plus tard à la suite d'un accident lors d'une expérience de physique quand il enseignait cette matière, il reçoit régulièrement les étudiants chrétiens et c'est de cette période que date l'influence profonde et discrète qu'il va exercer sur une part de l'intelligentsia française.

## Rôle dans la crise moderniste
Selon Jean Lebrec, le père Pouget avait une personnalité puissante, de nature à séduire les jeunes normaliens. Il possédait une culture scientifique étendue : « De dix ans l'aîné de l'abbé Loisy, il commençait en même temps que lui un enseignement parisien, fait également de tâtonnements, de recherche d'une méthode pour étudier la Bible scientifiquement. Le père Pouget progressait avec bien plus de prudence que Loisy et se donna finalement une méthode critique d'une sûreté étonnante. Il dut pourtant payer sa part des excès de certains exégètes catholiques. Le Saint-Siège, mis en garde, prescrivit pendant des années de continuelles épurations des maîtres des universités et des séminaires. En juillet 1905, M. Pouget se vit ainsi retirer son enseignement de l'Écriture Sainte. Il resta cependant au 95, rue de Sèvres, car il devenait inutilisable pour tout enseignement, sa vue ayant été gravement compromise autrefois par une explosion au cours d'une expérience de physique. Jusqu'à sa mort, le 24 février 1933, il demeura donc disponible dans sa célèbre cellule 104, aidant normaliens et autres intellectuels à résoudre leurs difficultés exégétiques. »
Jacques Chevalier a raconté comment il entra en relation avec M. Pouget grâce à Antoine Sevat, entré en 1898 au séminaire des Lazaristes à Paris. Celui-ci le conduisit chez le P. Pouget, à la fameuse cellule 104, le 12 décembre 1901 : « Je m'assis sur un petit tabouret, écrit J. Chevalier, et M. Pouget, sans autre préambule, se mit à me parler, deux heures durant, de Paul et de Jean, du peuple juif et de la mission du Christ. Du premier coup, je fus conquis, et je m'attachai à lui pour jamais, pressentant sans la comprendre pleinement la grandeur incomparable qui se cachait derrière tant de simplicité. »
Cette influence sur de très nombreux intellectuels chrétiens, Jacques Chevalier la résume ainsi pour Jean Lebrec : « Avec lui, tout tenait dans la critique de la critique, et le procès était ensuite vite réglé. » Pour Jean Lebrec, le père Pouget « excellait […] à dépister les fautes de méthode, dite scientifique, des exégètes rationalistes. Leurs recherches lui semblaient guidées par une philosophie, celle du primat donné au déterminisme physique sur le fait historique : la possibilité s'offrait comme la norme de la réalité, ensuite on trouvait des arguments exégétiques pour écarter les textes en contradiction avec le déterminisme. On se trouvait donc guidé par des a priori ; il ne revenait pas à la critique même de commander les conclusions. Or, il est curieux de constater que l'Augustin de Malègue, bien avant de retrouver la foi, aura saisi l'erreur de méthode des critiques rationalistes contemporains. L'ancienne influence du Père Pouget sur le romancier paraît indéniable. » Le tour d'esprit déterministe positiviste ou scientiste est précisément celui qu'illustre Jean Barois de Roger Martin du Gard, autre roman qui a comme cadre la crise moderniste auquel on peut opposer le roman de Malègue.
Gonzague Truc a écrit à propos de l'influence du père Pouget sur Jacques Chevalier : « Catholique de naissance, Chevalier lui doit l'approfondissement de ce catholicisme initial et fondamental, et cette foi sûre, indubitable et réfléchie où l'on voit l'intelligence féconder les dogmes en les éclairant et leur donner tout leur sens et leur universalité. » Pour Jean Lebrec, qui cite ce mot de Gonzague Truc, c'est exactement la même influence qu'eut le Père Pouget sur Malègue, auteur de Augustin ou le Maître est là, roman typique de la crise moderniste, roman également blondélien selon Geneviève Mosseray, dont Loisy a un jour pensé qu'il était en fait de Jean Guitton lorsque celui-ci lui apporta le volume de Malègue, à la fin de décembre 1934.

## Influences et témoignages
Albert Camus témoigne de lui en ces termes, à la sortie du livre de Jean Guitton : « II a fait de la critique historique un instrument d'ascèse (…) Je ne doute pas que le portrait de M. Pouget ait été lu dans les milieux catholiques. Mais il serait bon que des lecteurs très différents aient l'occasion de méditer ce livre et je voudrais justement apporter ici le témoignage d'un esprit étranger au catholicisme (…) Aujourd'hui où l'Inde est à la mode, on est assuré de se faire entendre si l'on parle de gourou. C'est bien en effet à l'un de ces maîtres spirituels que ce prêtre fait penser… Ce gourou singulier a fait de la critique historique un instrument d'ascèse. Il s'adresse au bon sens pour appuyer la révélation de ce qui passe le sens. Je ne suis pas à même de dire s'il en eût été récompensé dans ce qui lui tenait à cœur. » 
Le philosophe Alain écrit à Jean Guitton : « J'ai voulu lire sans tarder votre Monsieur Pouget. Inutile de vous dire que j'ai été complètement submergé : mais je finirai par en saisir quelque chose. C'est grand, c'est ancien comme les Grecs et les Romains. Il n'y a pas un mot qui ne puisse suggérer une précieuse idée. On est loin de tout, on ignore tout ; on est sur le point de savoir tout. »
Henri Bergson confia à Jacques Chevalier ce qu'il pensait du Père Pouget : « C'était un homme extraordinaire. L'impression qu'il me fit demeure une impression unique. Quand on pense à un homme comme celui-là, à une vie comme celle-là, il est triste de penser qu'un tel homme n'a pas été soutenu et qu'il n'a pas été mis à la place qui devait être la sienne. Mais on sentait bien, rien qu'à le voir, qu'il était insensible à ce genre de tristesse. D'autres l'avaient pour lui : lui-même était, pour l'éprouver, transporté trop au-dessus de lui-même. »

## Publications
Bien que le Père Pouget n'ait rien publié sous son nom et/ou de sa propre initiative, Émile Poulat lui attribue certains articles parus au moment de la crise moderniste sous plusieurs pseudonymes (dont l'anagramme de son nom ) :
- G.Gutope [G. Pouget, son anagramme], La fede nella divinità del Cristo durante l'età apostolica in Rivista storia-critica delle scienze teologiche, nombvemebre 196, p. 813-831; janvier 1907, p. 1-12; février 1907, p. 81-90; avril 1907, p. 249-282.
- G.P.Besse, [=G.Pouget] Théologie nouvelle et doctrine catholique, in Revue catholique des Églises, mai 1907, p. 257-274.
- J.P.B., [=G.Pouget] Les Évangiles synoptiques de M.Loisy, in Annales de Philosophie chrétienne, janvier 1909, p. 337-366.